# Jiří Mordechai Langer

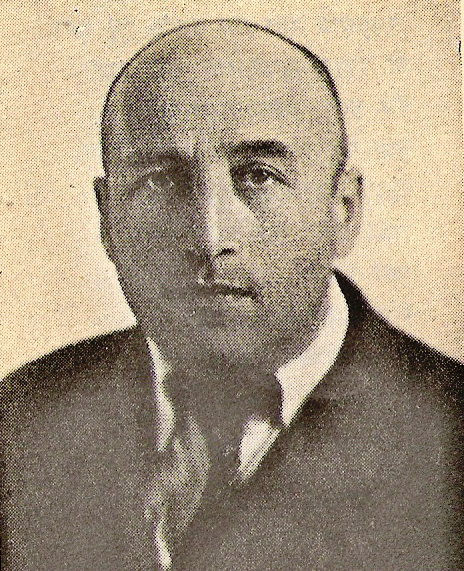
Jiří Langer

Jiří Mordechai Langer (auch in der deutschen Namensform Georg Mordechai Langer, hebräisch מרדכי גיאורגו לאנגר; * 19. März 1894 in Prag, Österreich-Ungarn; † 12. März 1943 in Tel Aviv, Völkerbundsmandat für Palästina) war ein jüdischer Schriftsteller, der auf Deutsch, Tschechisch und Hebräisch schrieb.

## Leben und Wirken
Jiří Mordechai Langer wuchs in Prag in einer assimilierten tschechisch-jüdischen Familie auf. Er war der Bruder von František Langer. Mit 19 Jahren verließ er Prag, schloss sich dem Belzer chassidischen Admor Jissachar Dow Rokeach (1854–1926) an und wohnte einige Jahre in Bels. Gegen Ende des Ersten Weltkriegs entwickelte sich seine zionistische Einstellung, er organisierte für jüdische Flüchtlinge Hachschara-Programme zur Vorbereitung auf die Einwanderung nach Palästina und hatte zeitweilig selber diese Absicht. Er kehrte er nach Prag zurück, „wo er im zionistischen Ausschuss ... arbeitete“, Unterricht über Judentum und Kabbala erteilte und für jüdische Zeitschriften schrieb. Er machte die Bekanntschaft von Max Brod und Franz Kafka. In Kafkas Tagebüchern wird er mehrmals erwähnt und schrieb zu seinem Andenken das Gedicht Zum Tod des Dichters. Seine Essays, Artikel und Forschungsarbeiten wurden in tschechischen und deutschen Zeitschriften veröffentlicht.  Sein tschechisches Buch „Neun Tore: Das Geheimnis der Chassidim“ (Devět bran: chasidů tajemství) war in Europa ein Erfolg und wurde in mehrere Sprachen übersetzt, aber noch nicht ins Hebräische.
Bis zu seiner illegalen Einwanderung nach Palästina im Jahr 1940 arbeitete er als Lehrer für Judentum an tschechischen Schulen. In den letzten Jahren seines Lebens war er krank und leidend. Er starb in Tel Aviv und wurde auf dem Nachalat-Jitzchaq-Friedhof in Givʿatajim beigesetzt.
Seine hebräischen Gedichte waren damals eine große Überraschung für seine Bekannten, und er galt als der erste moderne hebräische Dichter, der nicht aus Osteuropa stammte. Seit einigen Jahren ist das literarische Interesse an seinem Leben und Werk erneut erwacht, auch weil er als einer der ersten hebräische homoerotische Gedichte schrieb (und zuvor schon dem 4. Kapitel der „Erotik der Kabbala“ die Überschrift „Männerliebe“ gab). Ziel seiner hebräischen Poesie war hierbei ein respektierter Platz der Homosexualität im Judentum und Zionismus. Während der kurzen drei Jahre in Tel Aviv schrieb er weitere Gedichte und konnte vor seinem Tod noch einen zweiten Band erstellen.
Der Literaturkritiker und Politiker Dov Sadan verwaltete seinen Nachlass, der später der Israelischen Nationalbibliothek übergeben wurde.

## Hauptwerke
- Die Erotik der Kabbala. Prag : Flesch, 1923
  - Liebesmystik der Kabbala. München-Planegg : O. W. Barth, 1956 (zensiert)
  - Georg Langer: Die Erotik der Kabbala. Vorwort Peter Orban. München : Diederichs, 1989
- Devět bran. 1937
  - Neun Tore. Das Geheimnis der Chassidim. Aus dem Tschechischen übersetzt von Friedrich Thieberger. Einleitung von Gershom Scholem. München-Planegg, O.W. Barth, 1959.
  - Die neun Tore. Geheimnisse der Chassidim. Aus dem Tschechischen von Kristina Kallert. Arco Verlag, Wuppertal/Wien 2013, ISBN 978-3-938375-40-2